# Diidrocaempferolo 4-reduttasi
La diidrocaempferolo 4-reduttasi è un enzima appartenente alla classe delle ossidoreduttasi, che catalizza la seguente reazione:
cis-3,4-leucopelargonidina + NADP+ ⇄ (+)-diidrocaempferolo + NADPH + H+
L'enzima agisce, nella direzione inversa, anche sulla (+)-diidroquercetina e (+)-diidromiricetina; ogni diidroflavonolo è ridotto al corrispondente cis-flavan-3,4-diolo. Il NAD+ può essere utilizzato al posto del NADP.+, anche se rallenta l'attività dell'enzima. L'enzima è coinvolto nella biosintesi delle antiocianidine nelle piante.